# قاضی عبدالوحید
قاضی عبدالوحید (انگلیسی: Qazi Abdul Waheed؛ زادهٔ ۱۶ آوریل ۱۹۲۲) بازیکن هاکی روی چمن اهل پاکستان بود.